# Малий Валамаз
Малий Валама́з (рос. Малый Валамаз) — присілок у складі Селтинського району Удмуртії, Росія.

## Населення
Населення — 30 осіб (2010; 73 в 2002).
Національний склад станом на 2002 рік:
- росіяни — 86 %

## Урбаноніми[3]
- вулиці — Лісова
- провулки — Никишонський